# مهدی ثابتی
مهدی ثابتی (زاده ۱۲ بهمن ۱۳۵۳) دروازه‌بان سابق و مربی فوتبال اهل ایران است.
وی سابقه بازی در تیم‌های ابومسلم، راه‌آهن، تراکتورسازی، سایپا و ملوان را دارد.

## دوران حرفه‌ای
مهدی ثابتی در مصاحبه‌ای، فصل ۸۸–۸۹ و حضور در تراکتورسازی را بهترین فصل دوران ورزشی اش دانسته است.
ثابتی بعد از اتمام دوره کلاس‌های بدنسازی فوتبال که در شهریور ماه سال ۱۳۹۶ در استان البرز برگزار شد مربی تیم لیگ برتر سیاه جامگان شد

## افتخارات
باشگاهی
- نائب قهرمانی لیگ برتر فوتبال ایران ۹۱-۹۰ به همراه باشگاه تراکتورسازی تبریز
- نائب قهرمانی لیگ برتر فوتبال ایران ۹۲–۱۳۹۱ به همراه باشگاه تراکتور سازی تبریز